# Auvers-sous-Montfaucon
Auvers-sous-Montfaucon là một xã thuộc tỉnh Sarthe trong vùng Pays-de-la-Loire tây bắc nước Pháp. Xã này có diện tích 8 km2, dân số năm 2006 là 226 người.